# 莫伊米尔一世
莫伊米爾一世（Mojmir I、Moimir I或Moymir I；？—846年），是有历史记载的第一位大摩拉維亞公國大公。現代學術界將大摩拉維亞的建立，以及他和繼任者的擴張主義政策視為中世紀前期的起因，而他本人則在846年被東法蘭克王國國王日耳曼人路易殺死。